# 形式主義美學
在藝術史上，形式主義（英語：Formalism）是主張通過形式表現情感的美學流派，其產生同 19世紀末期以後法國後印象派繪畫有緊密聯繫。畫家保罗·塞尚、保羅·高更、文森特·梵高等人在創作上從再現客體轉為表現情感，從具體走向抽象，給繪畫藝術帶來革命性變化。

## 代表思想家

### 克莱夫·贝尔
克莱夫·贝尔強調有意味的形式。他極力攻擊再現性、寫實性繪畫，並將原始藝術列為最優秀的藝術，因為原始藝術不帶敘述性質，從中看不到精確的再現，只有「有意味的形式」。

### 罗杰·弗莱
罗杰·弗莱認為人具有過雙重生活的可能性，一種是現實生活，一種是想像生活。想像生活不導致有用的行動，但能導致審美觀照。審美情感是一種關於形式的情感。他十分強調構圖，稱讚後印象派是對形式觀念構圖的復歸。